# Geleitshaus Weißenfels

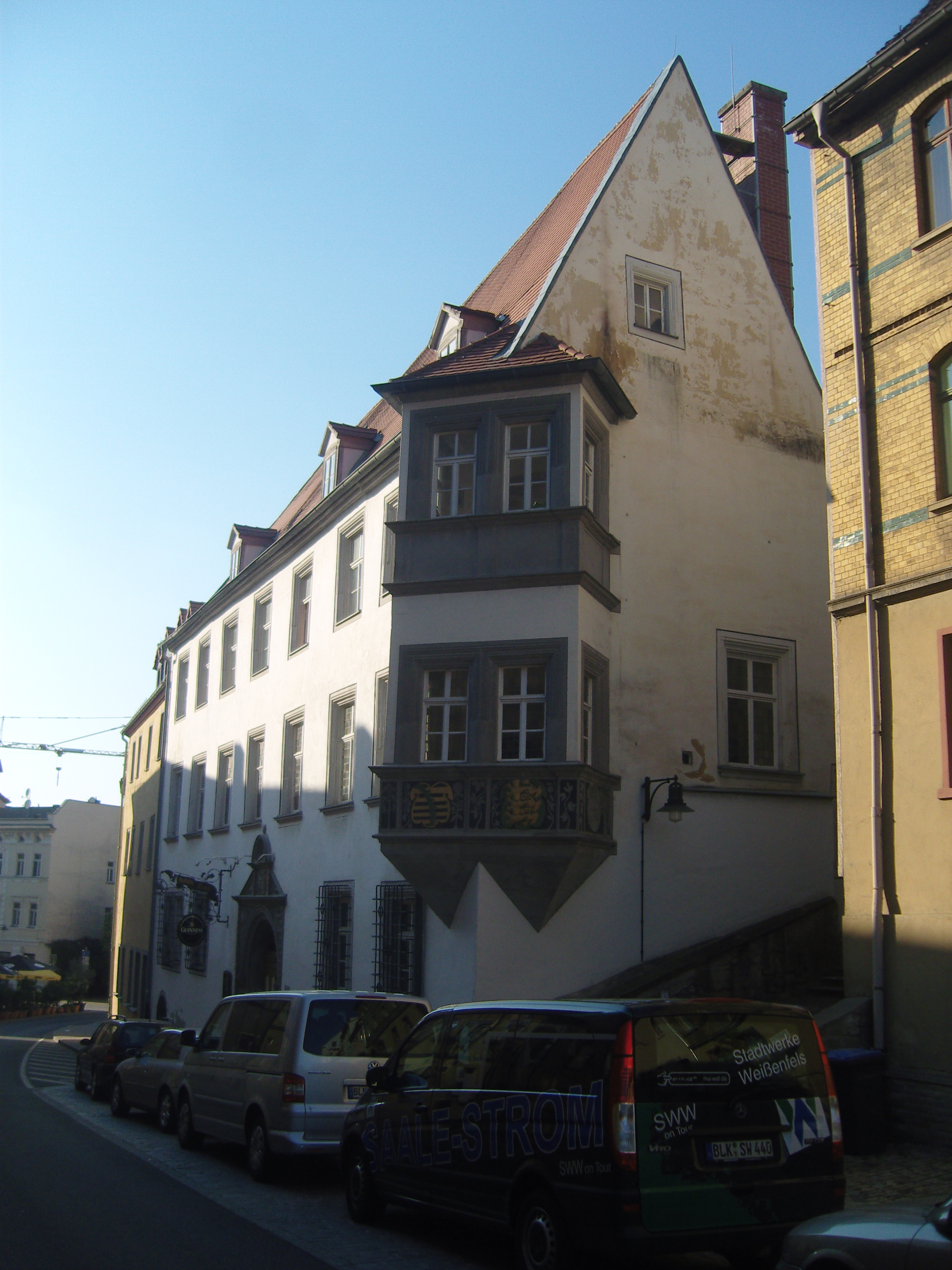
Geleitshaus in Weißenfels

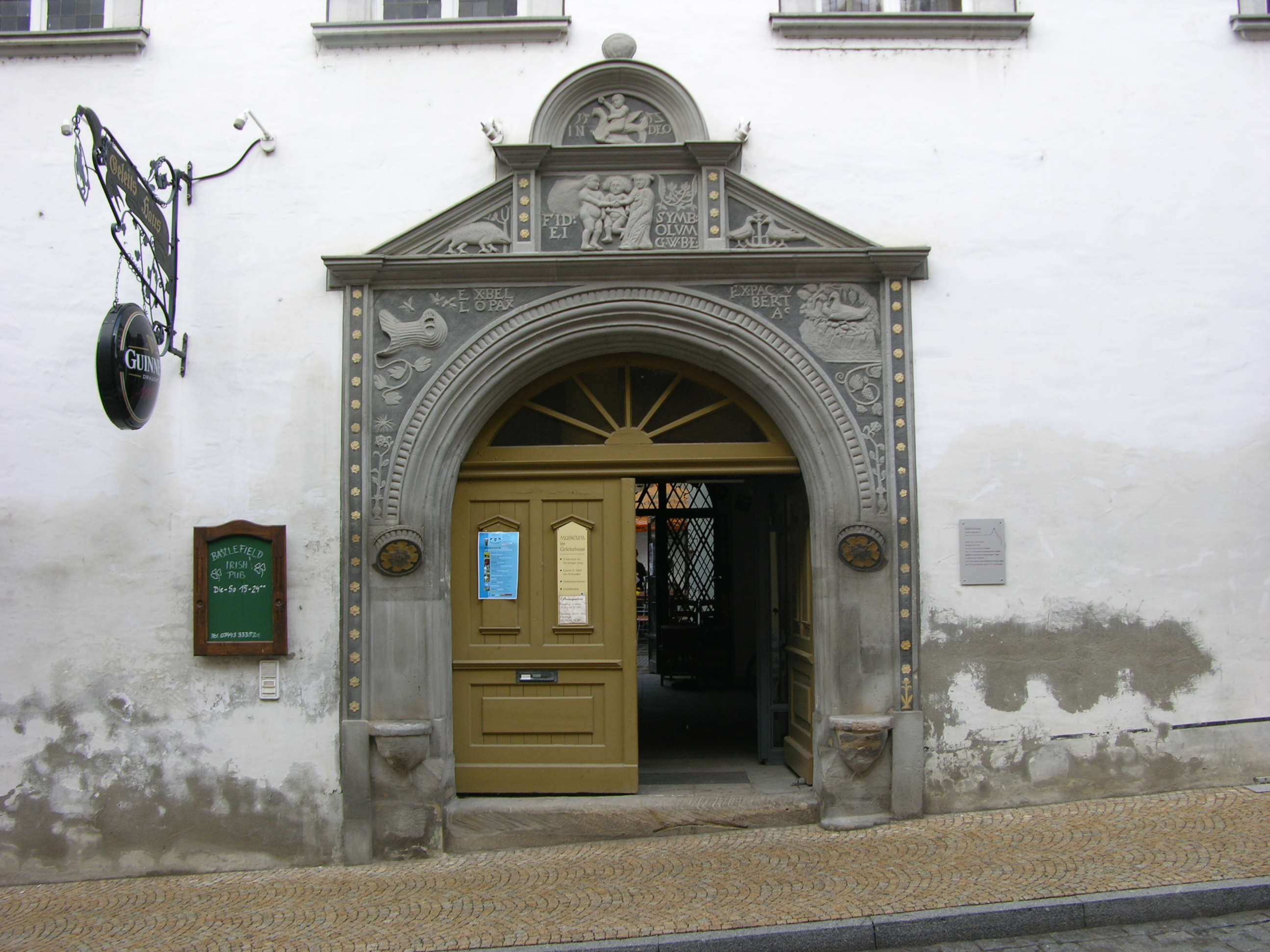
Eingang des Geleitshauses

Das Geleitshaus ist das ehemalige Geleitsamt in der Großen Burgstraße von Weißenfels und beherbergt heute das Gustav-Adolf-Museum sowie einen Irish Pub. 

## Geschichte des Hauses
Das Geleitshaus ist der erste komplett aus Stein errichtete Profanbau in Weißenfels. Erbaut wurde es 1552 im Renaissance-Stil von Hieronymus Kiesewetter, der als Kanzler 1553 seinem Herzog nach Dresden folgen musste.
Daraufhin stand das Haus leer, bis es 1555 zum kursächsischen Geleitsamt wurde, in dem Reisende bewaffnete Soldaten mieten konnten, die ihnen Schutz und Geleit bis zum nächsten Quartier boten. Außerdem mussten Zölle und Straßenbenutzungsgebühren entrichtet werden.
Wenige Tage vor der Schlacht bei Lützen (6. November 1632) übernachtete Pappenheim im ersten Stock des Geleitsamtes.
Am 7. November 1632 wurde der Leichnam des bei Lützen getöteten schwedischen Königs Gustav II. Adolf vom Apotheker Casparus König hier seziert und einbalsamiert, um ihn nach Schweden überführen und dort bestatten zu können. Während der Obduktion, bei der u. a. die Organe entnommen wurden, soll, der Legende nach, etwas Blut des Königs an die Wand gleich beim Eingang gekommen sein.
Nach 1660 diente das Haus als Logierhaus des Herzogs August von Sachsen-Weißenfels. Ab 1725 wurde es als Gerichtsgebäude genutzt, seit 1912 wird es als Wohnhaus genutzt.
1932, zum 300. Jahrestag der Schlacht, wurde im ersten Stockwerk ein Museum zu Ehren Gustav Adolfs eingerichtet. Dazu wurde vom Weißenfelser Pädagogen Max Brauer ein Diorama errichtet, dass die Schlacht bei Lützen mit 10.000 Zinnfiguren nachstellt. Außerdem wurde das Obduktionszimmer der Öffentlichkeit zugänglich gemacht.
Heute umfasst das Museum acht Räume. Die Ausstellungsstücke beschäftigen sich mit dem Dreißigjährigen Krieg und dessen Auswirkungen auf die Weißenfelser Bevölkerung sowie Gustav Adolfs Ruhm und Umstrittenheit zu Lebzeiten und nach seinem Tod.
Im Erdgeschoss befindet sich seit 2006 der Irish Pub "Battlefield".